# 인도양혹등돌고래
인도양흑등돌고래(학명: Sousa plumbea)는 참돌고래과 혹등돌고래속에 속하는 고래의 일종이다. 별도의 종으로 분류하지 않고, 인도태평양혹등돌고래(Sousa chinensis)의 아종 Sousa chinensis plumbea로 분류하기도 한다.

## 같이 보기
- 고래류의 종 목록